# Воздушный винт

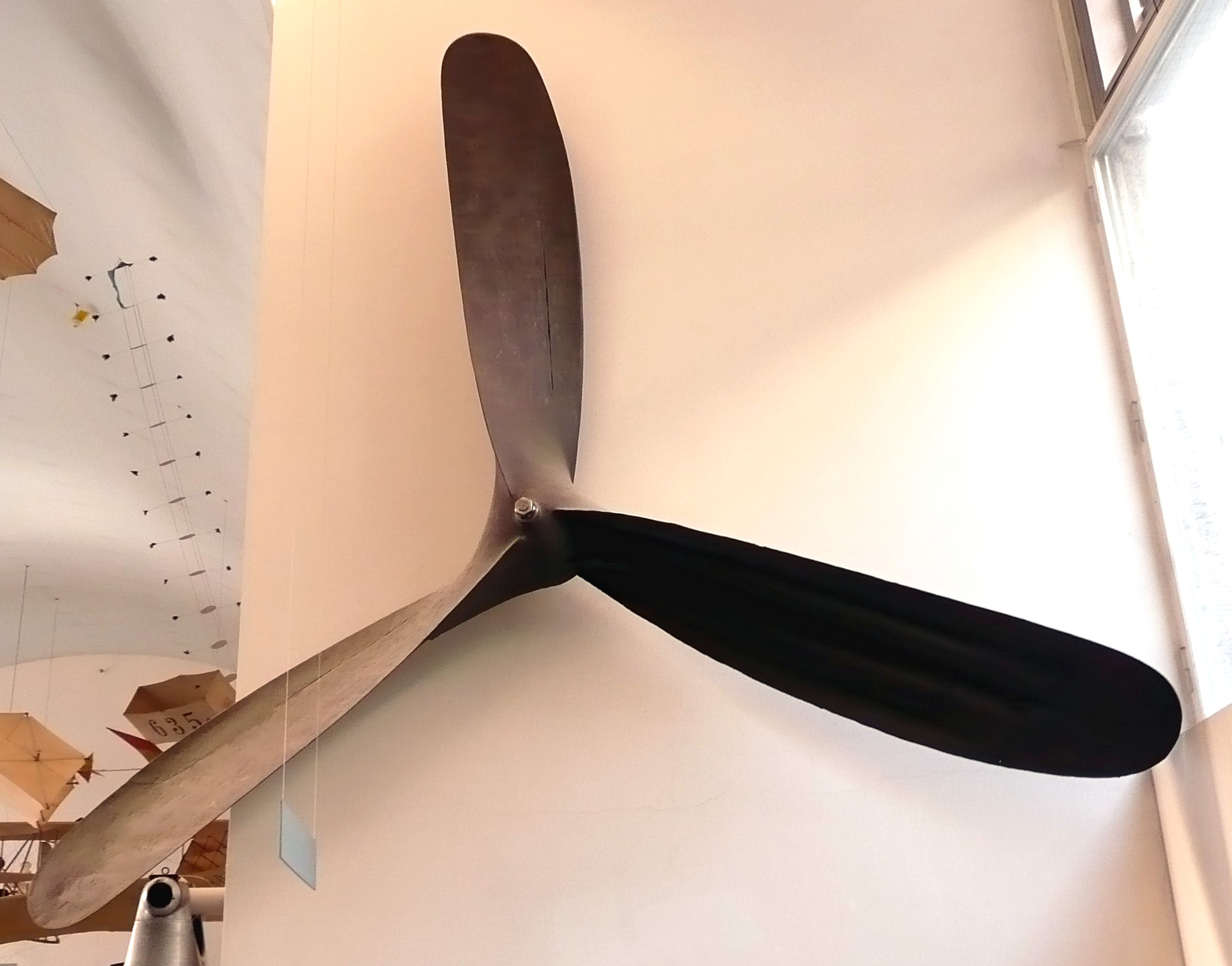
Пропеллер немецкого дирижабля SL1 (1911) диаметром 4,4 м

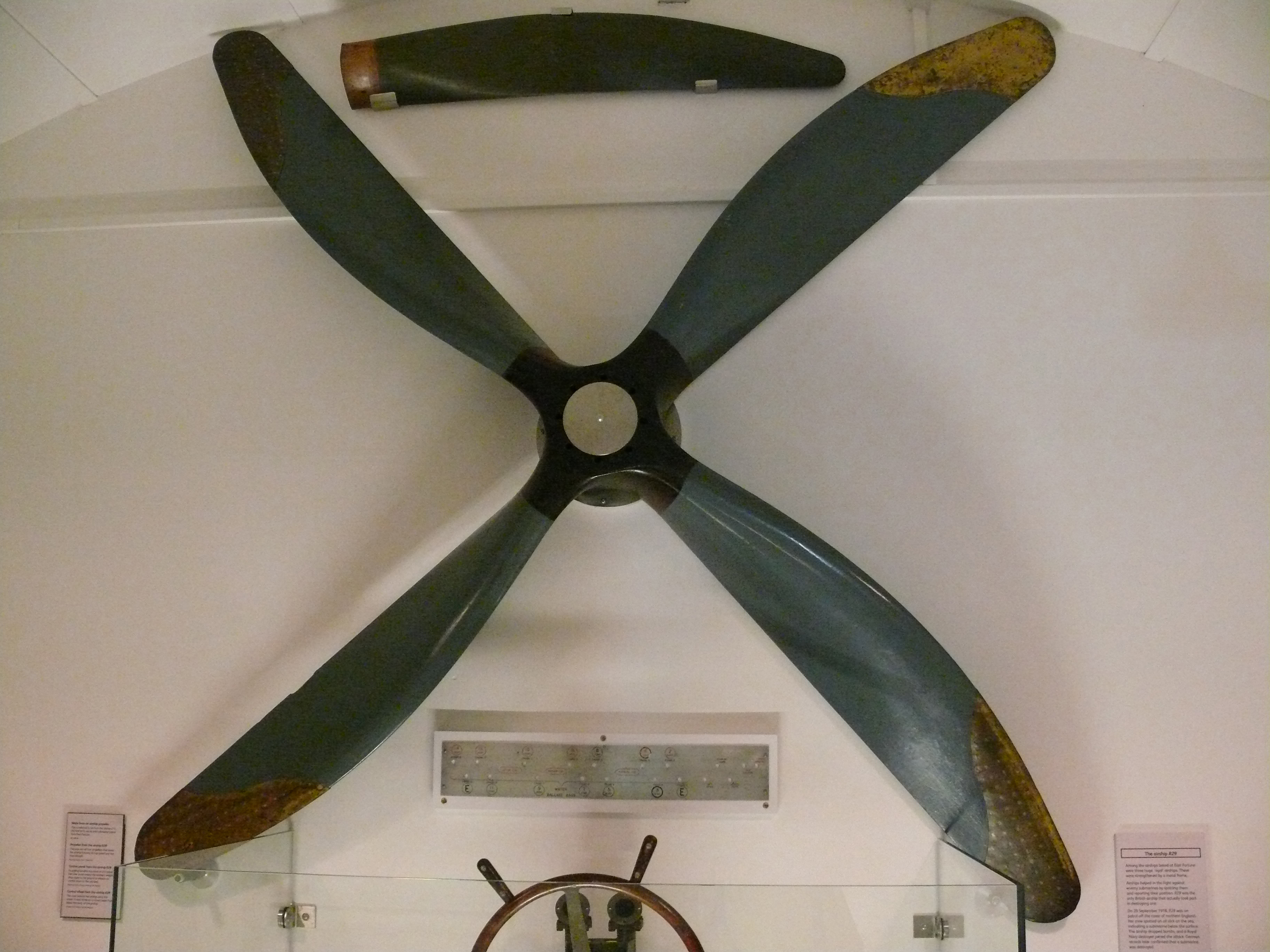
Винт английского дирижабля R29 (1918) в шотландском музее

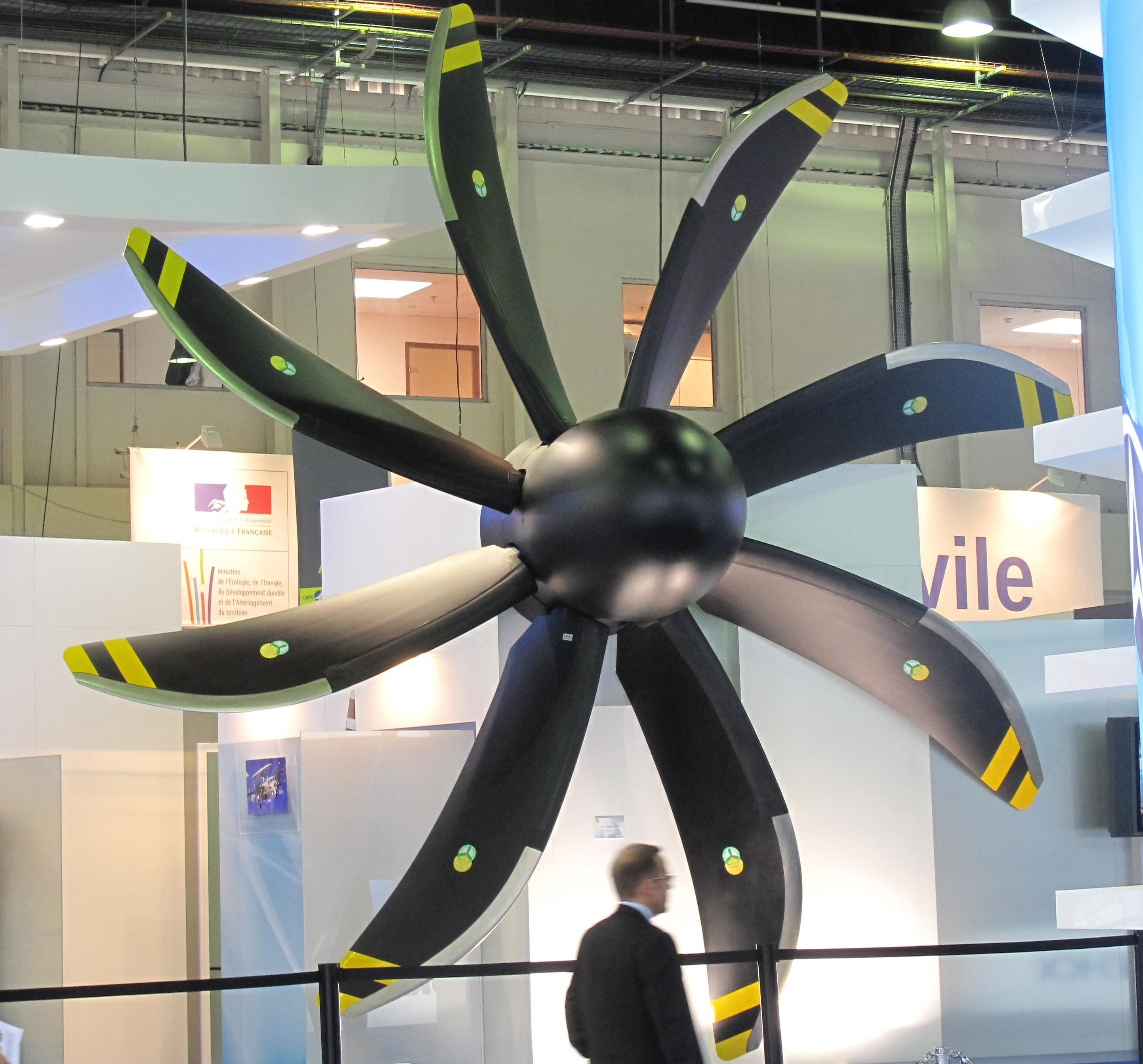
Современный воздушный винт транспортного самолёта A400M

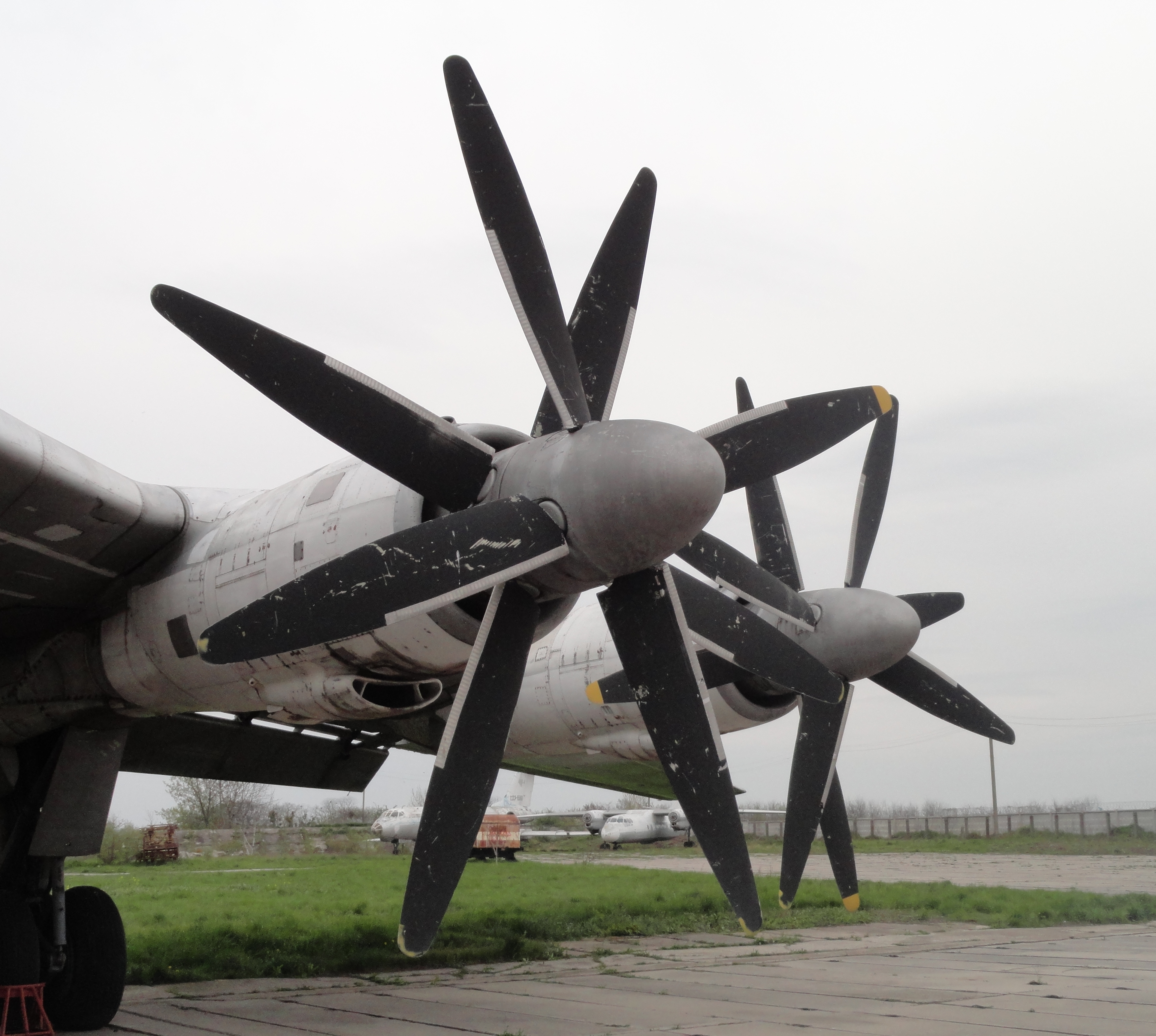
Винты АВ-60К самолёта Ту-142

Возду́шный винт (пропе́ллер) (англ. propeller < лат. propellere — «гнать вперёд») —  лопастной движитель, создающий при вращении тягу за счёт отбрасывания воздуха назад с некоторой дополнительной скоростью, приводимый во вращение двигателем и преобразующий крутящий момент двигателя в силу тяги.
Воздушные винты, выполняющие (помимо функций движителя) дополнительные, либо иные функции, имеют специальные названия: ротор, маршевый винт, несущий винт (винтокрылых летательных аппаратов), рулевой винт, фенестрон, импеллер, вентилятор, ветрогенератор, винтовентилятор.
Воздушный винт применяют в качестве движителя для летательных аппаратов (самолётов, автожиров, цикложиров (циклокоптеров) и вертолётов с поршневыми и турбовинтовыми двигателями), а также в том же качестве для экранопланов, аэросаней, аэроглиссеров и судов на воздушной подушке.

У автожиров и вертолётов воздушный винт применяют также в качестве несущего винта, а у вертолётов ещё и в качестве рулевого винта.
Воздушный винт, работающий в качестве движителя, в сочетании с двигателем образуют винтомоторную установку (ВМУ), входящую в состав силовой установки.

## Технические параметры
Лопасти винта, вращаясь, захватывают воздух и отбрасывают его в направлении, противоположном движению. Перед винтом создаётся зона пониженного давления, за винтом — повышенного.
- В зависимости от способа использования воздушные винты делят на тянущие и толкающие (первые расположены впереди двигателя, вторые — позади)
- В зависимости от наличия возможности изменения шага лопастей воздушный винт подразделяют на винты фиксированного и изменяемого шага

Определяющими являются диаметр и шаг винта. Шаг винта соответствует воображаемому расстоянию, на которое передвинется винт, ввинчиваясь в несжимаемую среду за один оборот.
Существуют винты с возможностью изменения шага как на земле, так и в полёте. Последние получили распространение в конце 1930-х годов и применяют практически на всех самолётах (кроме некоторых сверхлёгких) и вертолётах. В первом случае изменение шага используют, чтобы создать большую тягу в широком диапазоне скоростей при мало изменяющихся (или неизменных) оборотах двигателя, соответствующих его максимальной мощности, во втором — из-за невозможности быстрого изменения оборотов несущего винта.
Вращение лопастей воздушного винта приводит к разворачивающему эффекту, воздействующему на летательный аппарат, причины которого в следующем:
- Реактивный момент винта. Любой воздушный винт, вращаясь в одну сторону, стремится накренить самолёт или развернуть вертолёт в противоположную сторону. Именно из-за этого возникает асимметрия при поперечном управлении самолётом. Например, самолёт с винтом левого вращения совершает развороты, перевороты и бочки вправо гораздо легче и быстрее, чем влево. Этот же реактивный момент является одной из причин неуправляемого разворота самолёта вбок в начале разбега
- Закручивание струи винта. Воздушный винт закручивает воздушный поток, что также вызывает несимметричную обдувку плоскостей и хвостового оперения справа и слева, различную подъёмную силу крыла справа и слева и разницу в обдуве управляющих поверхностей. Несимметричность потока хорошо видна на авиационных хим.работах при наблюдении за движением распыляемого вещества
- Гироскопический момент винта. Любое быстро вращающееся тело имеет гироскопический момент (эффект волчка), заключающийся в стремлении к сохранению своего положения в пространстве. Если принудительно наклонить ось вращения гироскопа в какую-либо сторону, например, вверх или вниз, то она не просто будет противодействовать этому отклонению, а будет уходить в направлении, перпендикулярном произведённому воздействию, то есть в данном случае вправо или влево. Так, при изменении в установившемся полёте угла тангажа самолёт будет стремиться самостоятельно поменять курс, а при начале разворота возникает стремление самолёта к самостоятельному изменению угла тангажа
- Момент, вызванный несимметричным обтеканием винта. В полёте ось винта отклонена от направления набегающего потока на угол атаки. Это приводит к тому, что опускающаяся лопасть обтекается под большим углом атаки, чем поднимающаяся. Правая часть воздушного винта будет создавать большую тягу, чем левая. Таким образом, будет создаваться момент рыскания влево. Наибольшую величину этот момент будет иметь на максимальном режиме работы двигателя и максимальном угле атаки

Все 4 причины разворота — реактивный момент, действие струи, гироскопический момент и несимметричное обтекание винта, всегда действуют в одну сторону, при винте левого вращения разворачивают самолёт вправо, а при винте правого вращения — влево. Этот эффект проявляется особенно сильно на мощных 1-моторных самолётах при взлёте, когда самолёт движется с небольшой поступательной скоростью и эффективность работы воздушных рулей — низкая. С ростом скорости разворачивающий момент ослабевает, ввиду резкого увеличения эффективности действия рулей.
Для компенсации разворачивающего момента все самолёты делают несимметричными, как минимум, отклоняют руль направления от центральной строительной оси самолёта.
Кроме гироскопического эффекта двух из этих 3 недостатков лишены соосные воздушные винты.
Реактивный и гироскопический момент также присущ всем турбореактивным двигателям и учитывают в конструкции самолёта. Для компенсации реактивного момента винта вертолёта приходится применять рулевой винт, предотвращающий вращение фюзеляжа, либо использовать несколько несущих винтов (обычно — 2).

### КПД
Коэффициентом полезного действия (КПД) воздушного винта называют отношение полезной мощности, затрачиваемой на преодоление сопротивления движению летательного аппарата к мощности двигателя. Чем ближе КПД к 1, тем эффективнее расходуется мощность двигателя и тем большую скорость или грузоподъёмность может развить при той же энерговооружённости.

### Положительные и отрицательные стороны
КПД современных воздушных винтов достигает 82—86%, что делает их очень привлекательными для авиаконструкторов. Самолёты с турбовинтовыми силовыми установками значительно экономичнее, чем самолёты с реактивными двигателями. Однако воздушный винт имеет и некоторые ограничения, как конструктивного, так и эксплуатационного характера. Часть этих ограничений описана ниже.
- «Эффект запирания». Этот эффект возникает либо при увеличении диаметра воздушного винта, либо при увеличении скорости вращения и выражается в отсутствии роста тяги с увеличением мощности, передаваемой на винт. Эффект связан с появлением на лопастях винта участков с околозвуковым и сверхзвуковым течением воздуха (волновой кризис). 
Это явление накладывает существенные ограничения на технические характеристики самолётов с винтомоторной силовой установкой. В частности, современные самолёты с воздушными винтами, как правило, не могут развить скорость более 650—700 км/ч. Самый быстрый винтовой самолёт — бомбардировщик Ту-95 имеет максимальную скорость 920 км/ч, где проблема эффекта запирания была решена применением 2 соосных винтов с допустимыми размерами лопастей, вращающихся в противоположных направлениях.
- Повышенная шумность. Шумность современных самолётов в настоящее время регламентируют нормами ICAO. Воздушный винт классической конструкции в эти нормы не вписывается. Новые типы воздушных винтов с саблевидными лопастями создают меньший шум, но такие лопасти очень сложны и дороги в производстве.

## История

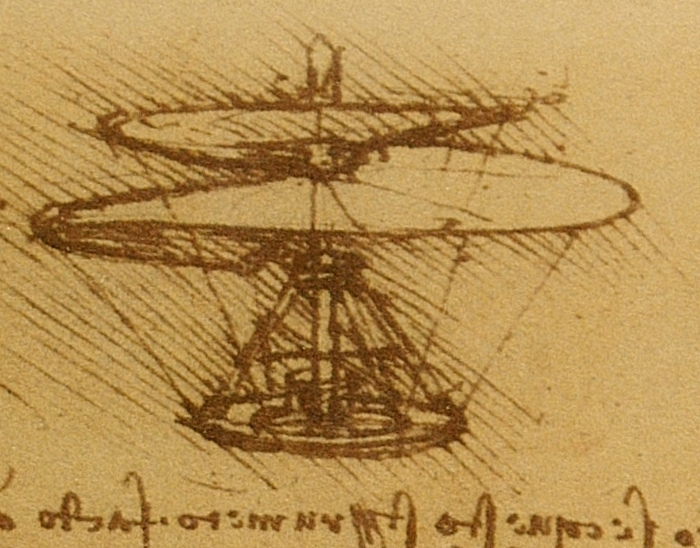
Чертёж вертолёта Леонардо да Винчи, 1480-е годы

Идея воздушного винта происходит от архимедова винта.
Известен чертёж Леонардо Да Винчи с изображением прообраза вертолёта с несущим винтом. Винт всё ещё выглядит как архимедов.

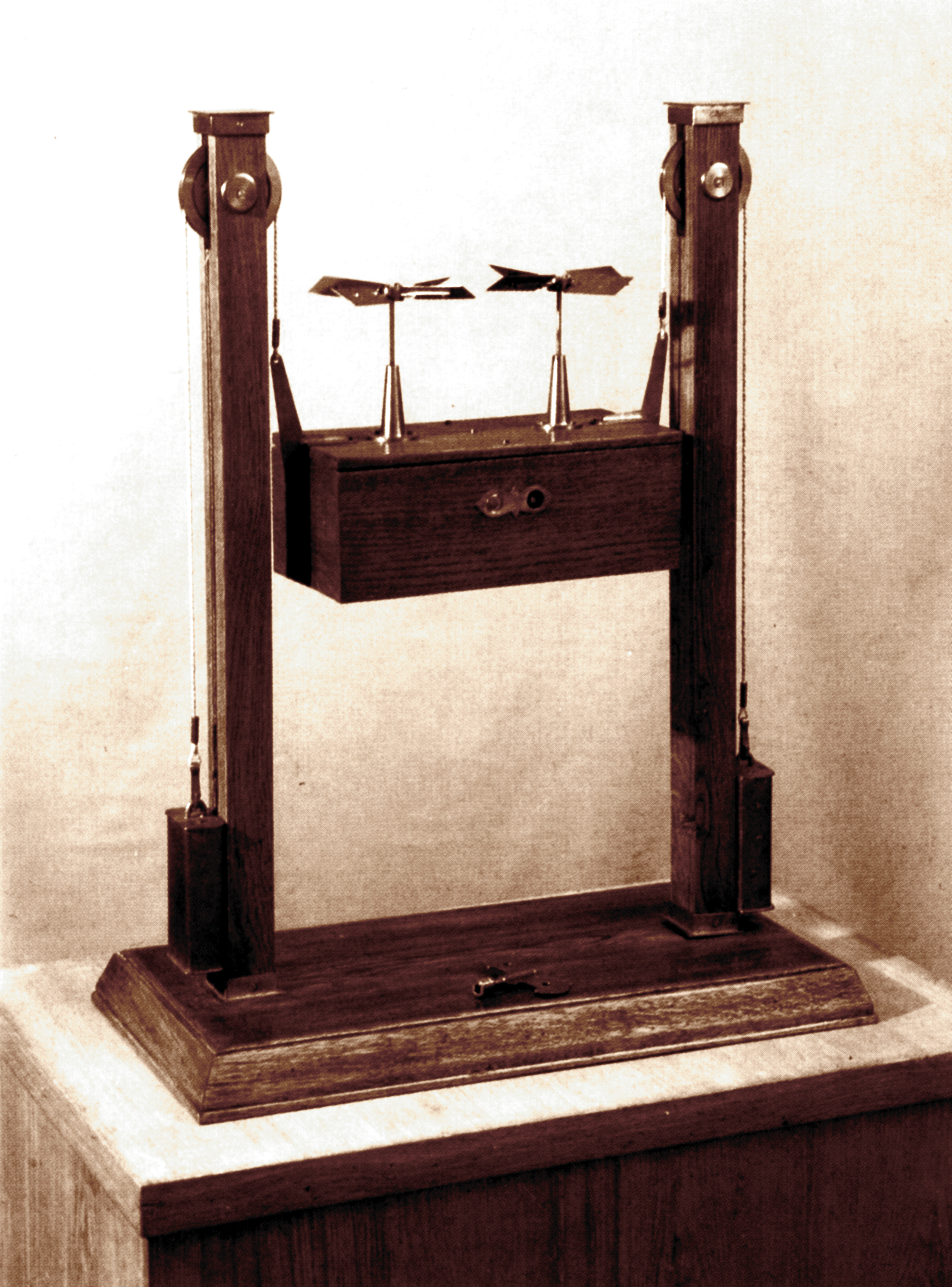
Аэродромическая машина М. В. Ломоносова. Модель

В июле 1754 года Михаил Ломоносов провёл демонстрацию аэродромической модели. На ней лопасти уже уплощены, что приближает их к современному виду. Предполагают, что Ломоносов использовал образ китайской детской игрушки — бамбукового вертолётика.

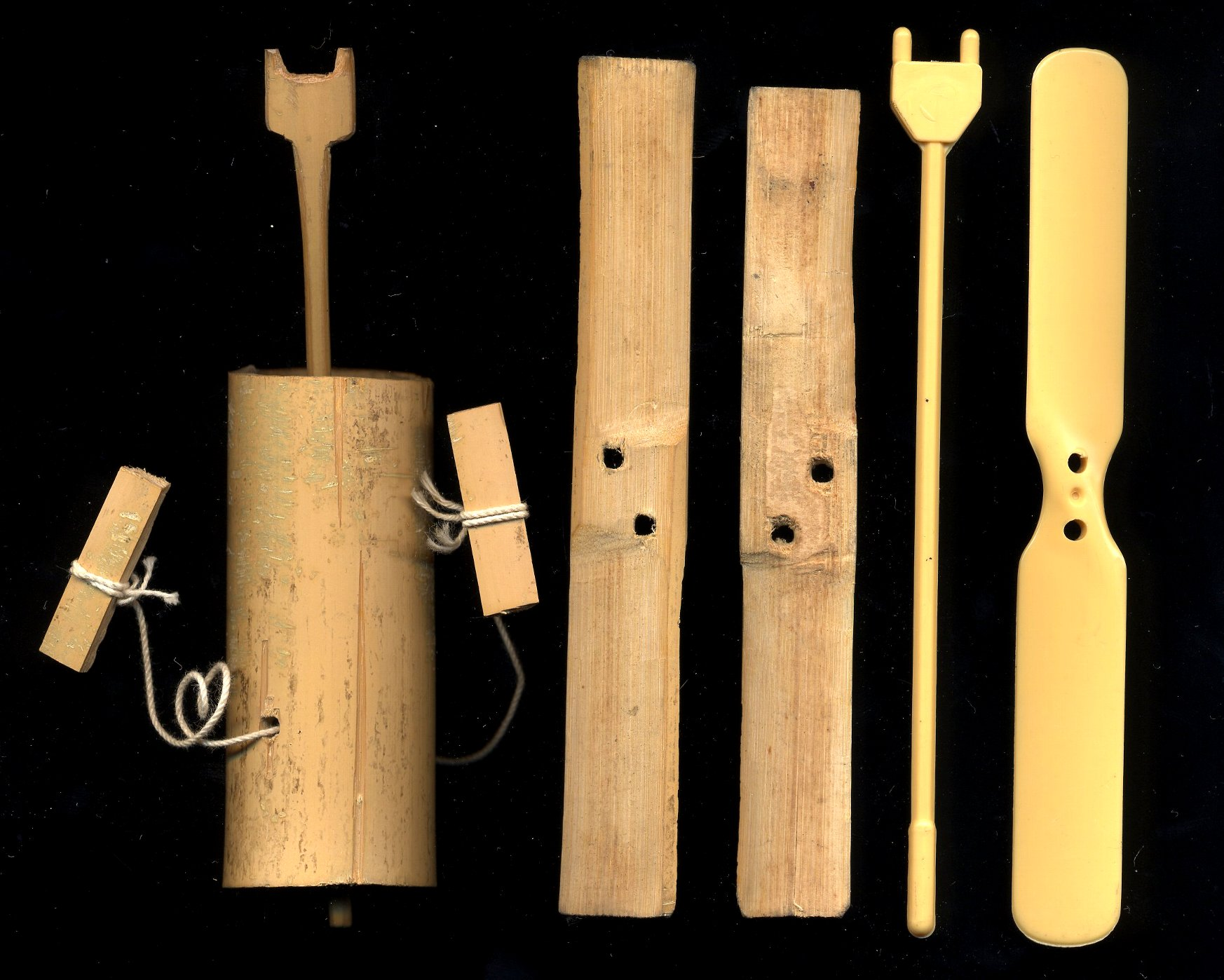
Современная японская игрушка такетомбо — бамбуковый вертолёт, происходящая от китайского варианта. Слева — бамбук, справа — пластик

## Перспективные разработки
Авиаконструкторы идут на определённые технические ухищрения, чтобы такой эффективный движитель, как воздушный винт, нашёл место на самолётах будущего.
- Преодоление эффекта запирания. На самом мощном в мире турбовинтовом двигателе НК-12 крутящий момент силовой установки делится между двумя соосными воздушными винтами, вращающимися в разные стороны
- Применение саблевидных лопастей. Многолопастный воздушный винт с тонкими саблевидными лопастями позволяет затянуть волновой кризис и тем самым увеличить максимальную скорость полёта. Такое техническое решение реализовано, например, на соосном винтовентиляторе СВ-27 для самолёта АН-70
- Разработка сверхзвуковых воздушных винтов. Эти разработки ведутся уже много лет, но пока не привели к созданию реально работающего изделия. Наибольшая трудность создания такого изделия  в том, что лопасть сверхзвукового воздушного винта имеет крайне сложную форму, что затрудняет её прочностной расчёт. Кроме того, экспериментальные сверхзвуковые винты оказались очень шумными
- Импеллер. Заключение воздушного винта в аэродинамическое кольцо. Весьма перспективное направление, поскольку позволяет снизить концевое обтекание лопастей, снизить шумность и повысить безопасность (защищая людей от увечий). Однако вес самого кольца служит ограничивающим фактором для широкого распространения такого конструкторского решения в авиации. Зато на аэросанях, аэроглиссерах, судах на воздушной подушке и дирижаблях импеллер можно увидеть достаточно часто
- Вентилятор. Так же, как импеллер, заключён в кольцо, но кроме того, имеет входной и иногда выходной направляющий аппарат. Направляющий аппарат представляет собой систему неподвижных лопастей (статор), позволяющих регулировать поток воздуха, попадающий на ротор вентилятора, и тем самым поднять его эффективность. Очень широко применяют в современных авиационных двигателях